# Mike Todorovich
Mike Todorovich, né le 11 juin 1923, à Zeigler, en Illinois et mort le 24 juin 2000, à Saint-Louis, au Missouri, est un joueur et entraîneur américain de basket-ball. Il évolue aux postes d'ailier fort et de pivot. 

## Palmarès
- Rookie de l'année NBL 1948
- All-NBL First Team 1948
- All-NBL Second Team 1949